# Севастопольский военно-революционный комитет
Севастопольский военно-революционный комитет (Севастопольский ВРК, Севастопольский ревком) — революционный, самопровозглашенный, чрезвычайный орган власти Севастополя и Черноморского флота, возникший после Октябрьского переворота. Перехватил власть у Севастопольского совета военных и рабочих депутатов явочным порядком. По составу был практически полностью большевистским, хотя выборы в Севастополе во все органы революционной власти ранее закончились победой меньшевиков и эсеров. Практически возглавил начало Гражданской войны в Крыму.

## Предыстория
Известие об Октябрьском перевороте было отрицательно встречено крымской общественностью и прессой. Против захвата власти большевиками выступили представители практически всех политических партий, по Таврической губернии прокатилась волна демонстраций протеста. Лишь в Севастополе в воинских частях и на кораблях Черноморского флота прошли митинги в поддержку Советов, завершившиеся массовой демонстрацией под лозунгом «Да здравствует пролетарская революция!». На севастопольском рейде убранные красными флажками катера произвели обход всех стоящих в бухтах военных судов. Центральный комитет Черноморского флота направил в Петроград приветственную телеграмму, а командующий флотом адмирал А. В. Немитц отдал приказ о признании власти Советов.
6 ноября 1917 года в Морском собрании Севастополя открылся I Общечерноморский съезд, на котором присутствовало 88 делегатов (22 большевика, 17 украинских эсеров, 27 эсеров, 6 меньшевиков и 16 беспартийных), из них с правом решающего голоса 67 человек. Несмотря на численное превосходство делегатов от правого блока, большевики при поддержке левых эсеров добились принятия резолюции о правомочности решений II Всероссийского съезда Советов и признании Центрального исполнительного комитета Всероссийского съезда Советов (ВЦИК) «единым носителем верховной власти», в связи с чем призвал всех «матросов, солдат, рабочих и крестьян сплотиться вокруг Советов и поддержать их в борьбе с контрреволюцией» что по сути уже отменяло Учредительное собрание только что выбранное, но ещё не заседавшее.
Против выступления генерала А. М. Каледина 12 ноября 1917 года из Севастополя в Ростов вышла флотилия в составе эсминца «Капитан Сакен», двух тральщиков, нескольких малых судов и десантного отряда. Флотилией командовала избранная Общечерноморским съездом «комиссия пяти» во главе с матросом-большевиком Владимиром Драчуком. В помощь флотилии был сформирован 1-й Черноморский революционный отряд, в состав которого вошли моряки с линкоров «Свободная Россия», «Евстафий», «Борец за свободу» и других кораблей, всего около 2500 человек. К отряду были прикомандированы две артиллерийские батареи. Во главе отряда были бывший поручик Андрей Толстов и матрос А. В. Мокроусов. 22 ноября первый эшелон отряда отправился на Ростов. 26 ноября вслед за ним ушел второй. Встретив под Ростовом ожесточенное сопротивление со стороны офицерских и казачьих частей, красногвардейский десант возвратился обратно. 10 декабря 1917 года в Севастополь были доставлены тела 60 моряков погибших в сражении с ударниками под Белгородом, которых хоронили в этот же день.
15 декабря в городе произошли массовые самосуды и убийства офицеров, погибли также случайные лица. Севастопольский совет военных и рабочих депутатов практически самоустранился.

## История
В час ночи 16(29) декабря 1917 в Севастополе на заседании, созванном Черноморским Центрофлотом, был создан чрезвычайный орган — временный Военно-революционный комитет, заявивший о роспуске Севастопольского совета военных и рабочих депутатов. Председателем его был избран матрос И. Л. Сюсюкалов.
Уже днём 16(29) декабря 1917 года в театре «Ренессанс» на объединённом заседании представителей судовых команд и береговых частей Черноморского флота и гарнизона крепости, штаба революционного отряда, а также членов президиумов Севастопольского Совета и Центрофлота ЧФ, по инициативе большевиков был сформирован постоянно действующий Севастопольский военно-революционный комитет. К нему перешла вся власть в городе. Основными задачами комитета были «предотвращение беспорядков, всякого рода эксцессов и беспощадная борьба с контрреволюцией».

### Персональный состав
Членами Севастопольского ВРК стали: Н. А. Пожаров, Ю. П. Гавен, К. Я. Зедин, В. Е. Драчук, Н. И. Островская, П. З. Марченко, И. Л. Сюсюкалов, С. Г. Шмаков, А. Д. Савицкий, С. Г. Сапронов, Р. Е. Вагул, И. В. Санецкий, А. И. Никонов, Ф. Осколков, Пирогов, Ворончин, Чайка, Борский, Ларионов, И. Н. Ильюха — 20 человек: 18 большевиков и 2 эсера. Председателем ВРК избрали большевика Ю. П. Гавена. В президиум было выбрано 6 человек — все большевики.
- Гавен (Дауман) Юрий Петрович, делегат ЦК РСДРП(б)
- Островская Надежда Ильинична, делегат ЦК РСДРП(б)
- Сюсюкалов Иван Леонтьевич, "Евстафий"
- Драчук Владимир Ефимович, «Иоанн Златоуст»
- Пожаров Николай Арсеньевич, делегат Кронштадта

18(31) декабря 1917 года был переизбран Севастопольский совет военных и рабочих депутатов. В новом составе большевики получили 87 мест из 235, их союзники, левые эсеры, — 86, меньшевики и эсеры — 94, которые 1 января вышли из состава исполкома (по другим данным: 89 эсеров, 35 большевиков и им сочувствующих, 6 меньшевиков, 6 польских социалистов, 50 беспартийных. В исполком совета избрано 11 большевиков, 3 левых эсера и 5 беспартийных). Большинство из 50 беспартийных шли с большевиками. Председателем нового исполкома стал Н. А. Пожаров. Одновременные выборы в новый состав Черноморского Центрофлота тоже дали преимущество большевикам и левым эсерам.
3 января 1918 года «…Исполнительный комитет обращается ко всем Советам Крымского полуострова с предложением немедленно приступить к образованию Красной гвардии для защиты завоеваний революции от посягательства контрреволюционеров, под каким бы флагом они не выступали».
С 28 декабря 1917 года стал именоваться Таврический губернский ВРК.